# 히든 아이덴티티
《히든 아이덴티티》(영어: Stonehearst Asylum, 기존 제목 영어: Eliza Graves)는 미국에서 제작된 브래드 앤더슨 감독의 2014년 심리 공포 영화이다. 에드거 앨런 포의 단편 소설 The System of Doctor Tarr and Professor Fether(1845)가 원작이다. 케이트 베킨세일, 짐 스터지스 등이 출연하였고, 마크 어민 등이 제작에 참여하였다.

## 줄거리
1899년 한 옥스퍼드 대학교 교수가 시범 설명회 중에 여성 히스테리 증상의 표본으로 일라이자 그레이브스를 소개한다. 그레이브스는 자신이 미치지 않았다고 호소하지만 교수는 모든 정신병 환자가 그렇게 말한다고 반박한다.
한 청년이 스톤허스트 정신 병원에 도착해 미키 핀이 이끄는 무장 경비원들에게 안내를 받아 병원 관리자 사일러스 램을 만난다. 그는 자신을 옥스퍼드 의대를 갓 졸업한 에드워드 뉴게이트라고 소개한다. 뉴게이트는 이곳에서 항정신병약 전공의 수련을 받을 참이다.
뉴게이트는 기존 방식과 다른, 이곳만의 치료 요법에 놀란다. 램은 약물이나 감금에 효과가 있다고 믿지 않는다고 말하고, 망상이 환자에게 행복감을 준다면 그걸로 된 것이라며 환자들의 망상을 오히려 부추긴다. 뉴게이트는 변태적인 성취향을 갖고 있는 남편을 참다 못해 귀를 물고 눈알 한쪽을 파냈다는 환자 그레이브스를 좋아하게 된다.
직원과 환자가 어울리는 연회에서 뉴게이트와 핀은 말다툼을 하게 된다. 핀은 화해 의미로 술을 권하고, 뉴게이트가 이를 막 들이키려는 순간 맞은편에 앉아있던 그레이브스가 정강이를 걷어차 뉴게이트는 술을 전부 흘리고 만다. 그레이브스는 뉴게이트가 옷을 갈아입는 걸 도와주면서 여기에서 도망가라고 하지만 뉴게이트는 그레이브스 없이는 가지 않겠다고 답한다.
뉴게이트는 보일러실에 갇힌 진짜 병원 직원들을 발견한다. 직원들은 램과 핀이 수면 유도 효과가 있는 클로랄 수화물을 몰래 음료에 타고 폭동을 일으켰다고 말한다. 솔트 의사와 수간호사 매리언 파이크는 램이 전시에 환자들을 죽인 미치광이 외과의이며, 핀은 친어머니와 여자 형제를 죽인 자라고 경고한다.
직원 팩스턴과 스완윅이 도망치려고 하자 핀이 이끄는 무리가 살해한다. 뉴게이트는 램의 사무실에 들어가 솔트의 의료 차트를 빼내다가 램과 핀이 새해를 맞이하기 전에 일을 마무리지어야 한다고 말하는 걸 엿듣는다. 램은 솔트가 전기 충격 치료를 받게 하고, 그 결과 솔트가 기억 상실이 되자 솔트의 망상증이 치료되었다고 주장한다. 
신년 축하 파티가 열리고, 핀이 그레이브스가 아끼던 여자 환자를 죽이지만 흉막염 탓으로 처리된다. 조치가 필요하다고 느낀 뉴게이트는 샴페인에 클로랄 수화물을 타다가 들키고, 램은 뉴게이트에게 전기 충격 치료를 실시하려고 한다. 뉴게이트는 그레이브스에게 옥스퍼드 시범 설명회에서 그녀를 본 뒤 그녀를 구하고 싶어서 이곳에 왔다고 말한다. 뉴게이트는 램에게 마지막 소원으로 앞주머니에 있는 그레이브스의 사진을 보게 해달라고 한 뒤 이를 그레이브스에게 전해 달라고 하는데, 이는 사실 램이 예전에 죽인 환자 중 한 명의 사진이다. 충격을 받은 램이 방에서 나간 뒤 핀이 상황을 제압하려고 하지만 그레이브스와 뉴게이트가 다른 환자들과 함께 반란을 일으킨다.
환자 아서가 핀을 전기 충격 치료기로 감전사시키면서 핀은 화염에 휩싸이고 그로 인해 화재가 발생한다. 그레이브스가 환자들을 데리고 나가고, 뉴게이트는 죄책감으로 거의 혼수상태가 된 램을 찾아낸다. 과거 회상 장면을 통해 군의관이었던 램이 심각한 전쟁 부상자들을 안락사시켰음이 드러난다. 그레이브스는 뉴게이트에게 정상인 그와 함께 할 수 없다고 말하지만, 뉴게이트는 이렇게 미칠 듯이 사랑하는데 자신이 정상일 수가 없으며 또한 자신에게 비밀이 있다고 말한다.
얼마 후 그레이브스의 남편과 영화 초반에 나왔던 옥스퍼드 교수가 도착해 그레이브스 부인을 퇴원시켜 달라고 요청한다. 파이크가 뉴게이트가 이미 퇴원시켰다고 답한 뒤 이 옥스퍼드 교수가 진짜 에드워드 뉴게이트이고, 내내 뉴게이트척인 척 했던 사람은 예전 시범 설명회에서 그레이브스 다음에 소개되었던 공상 허언증 환자이며, 정신 병원에서 도망쳤던 것으로 밝혀진다. 환자로 돌아간 램은 근처에서 솔트와 체스를 두다가 이 대화를 듣고 즐거워 한다.
이탈리아 토스카나에서 가짜 뉴게이트는 램 의사로, 그레이브스는 램 부인으로 살며 수녀들이 운영하는 정신 병원 정원에서 행복하게 춤춘다.

## 출연진
- 케이트 베킨세일 - 레이디 일라이자 그레이브스 / “램 부인” 역
- 짐 스터게스 - “에드워드 뉴게이트 의사” / “사일러스 램 의사” 역
- 마이클 케인 - 벤저민 솔트 의사 역
- 벤 킹즐리 - 사일러스 램 의사 역
- 데이비드 슐리스 - 미키 핀 역
- 브렌던 글리슨 - 에드워드 뉴게이트 의사 역
- 시네이드 큐색 - 파이크 부인 역
- 소피 케네디 클라크 - 밀리 역
- 크리스토퍼 풀퍼드 - 팩스턴 역
- 제이슨 플레밍 - 스완윅 역
- 에드먼드 킹즐리 - 준남작 찰스 그레이브스 경 역

## 기타 제작진
- 배역: 케이트 다우드, 마리안네 스타니체바
- 미술: 알라인 바이네
- 세트: 파올로 파엔치
- 의상: 토마스 올라
- 시각 효과: 다니엘 닐센

## 같이 보기
- 퀼스: 2000년 영화.
- 광기: 2005년 영화.
- 셔터 아일랜드: 2010년 영화.